# La Tremblade

La Tremblade este o comună în departamentul Charente-Maritime, Franța. În 1 ianuarie 2022 avea o populație de 4.543 de locuitori.